# Captain Marvel
Captain Marvel este un film cu supereroi bazat pe benzile desenate Marvel cu același nume create de Anna Boden și Ryan Fleck, avându-i ca protegoniști pe Brie Larson, Samuel L. Jackson, Ben Mendelsohn, Djimon Hounsou, Lee Pace, Lashana Lynch, Gemma Chan, Annette Bening, Clark Gregg și Jude Law.